# 피에르 사보르냥 드 브라자
피에르 사보르냥 드 브라자(프랑스어: Pierre Savorgnan de Brazza, 1852년 1월 26일 ~ 1905년 9월 14일)는 이탈리아에서 출생한 프랑스의 탐험가 겸 정치인이며 외교관이다. 콩고 공화국의 수도인 브라자빌은 그의 이름에서 유래된 이름이다.

## 이름
본명은 피에트로 파올로 사보르냥 디 브라자(Pietro Paolo Savorgnan di Brazzà)이며 나중에 피에르 폴 프랑수아 카미유 사보르냥 드 브라자(Pierre Paul François Camille Savorgnan de Brazza)로 개명하였다가 이후 피에르 사보르냥 드 브라자(Pierre Savorgnan de Brazza)로 다시 개명하였다.

## 생애
사르데냐 왕국 라치오주 로마현 카스텔 간돌포 소지방에서 출생한 그는 1858년에 직계 일가족과 함께 이탈리아 왕국 시민권을 포기하고 프랑스 시민권을 취득하여 프랑스에 귀화하였다. 청년 시절 탐험가로 활동하는 등 중앙아프리카와 중동 서남아시아를 횡단하다가 이후 프랑스 제3공화정부의 명을 받아 1880년에서 이듬해 1883년까지 프랑스령 콩고 식민총독 임시 대리 직책을 거쳐 1883년에서 이후 1897년을 기하여 펠릭스 포르 당시 프랑스 대통령에 의하여 경질 조치 처분될 때까지 프랑스령 콩고 총독을 14년간 역임하였다.